# Bremenhain
Bremenhain ist ein Ortsteil der Oberlausitzer Kleinstadt Rothenburg/Oberlausitz.

## Geographie
Bremenhain liegt nordnordwestlich von Rothenburg, umgeben von den Rothenburger Ortsteilen Noes und Dunkelhäuser im Süden sowie Neusorge und Lodenau im Norden. Im Osten liegt der Regionalflughafen Rothenburg, im Westen liegt der Ortsteil Spree der Gemeinde Hähnichen.

## Geschichte

### Ortsgeschichte

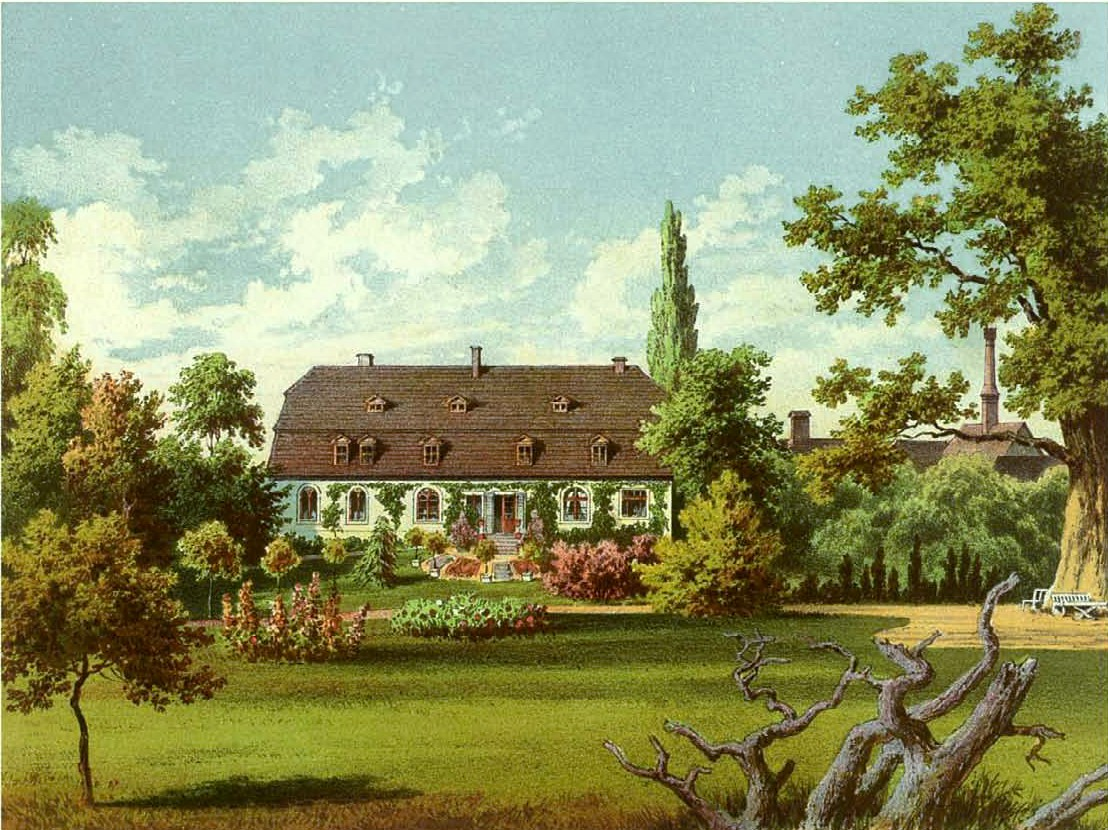
Rittergut Bremenhain um 1860, Sammlung Alexander Duncker

In Form eines Straßenangerdorfes wurde Bremenhain im 13. Jahrhundert von deutschen Siedlern angelegt. In den Görlitzer Gerichtsbüchern werden 1390 ein Schucze de Bremenhayn sowie ein Hannos de Bremenhayn erwähnt. In der gleichen Quelle findet 1396 Cirstans son de Bremenhayn Erwähnung. Die Namensform Bremenhain wurde bereits 1392 verwendet.
Das Rittergut in Bremenhain gehörte bis 1591 der Familie von Nostitz auf Rothenburg, danach wechselte der Besitzer häufiger.
Nachdem Sachsen 1815 den nordöstlichen Teil der Oberlausitz an Preußen abtreten musste, wurde Bremenhain in den Landkreis Rothenburg (Ob. Laus.) eingegliedert. 1821 und 1836 kam es zu zwei größeren Feuern, bei denen neben mehreren Wohnhäusern unter anderem auch das Dominium und die Schmiede abbrannten.
Die Schulgemeinde, die neben Bremenhain aus Neusorge und Spreeaufwurf bestand, erhielt 1856 ein Gebäude, welches heute in Privatbesitz ist. Eine Schule bestand allerdings bereits 1778, als Johann David Behrnauer eine Stiftung zugunsten von Bremenhainer Lehrern und Schulkindern gründete.
Durch die Verwaltungsreform von 1952 wurde Bremenhain dem Kreis Niesky zugeordnet. Am 1. April 1974 wurde die Gemeinde nach Rothenburg eingemeindet.

### Bevölkerungsentwicklung
| Jahr | Einwohner |
| ---- | --------- |
| 1825 | 254       |
| 1871 | 282       |
| 1885 | 267       |
| 1905 | 225       |
| 1925 | 229       |
| 1939 | 241       |
| 1946 | 351       |
| 1950 | 346       |
| 1964 | 299       |
| 2006 | 451       |
| 2011 | 111       |
| 2014 | 124       |

Im Jahr 1777 wirtschafteten in Bremenhain 5 besessene Mann, 15 Gärtner und 8 Häusler.
Die Einwohnerzahl Bremenhains pendelte im 19. und Anfang des 20. Jahrhunderts zwischen 220 und 290 Einwohnern. In der Mitte des 19. Jahrhunderts stieg die Einwohnerzahl bis auf 282, fiel nach dem Deutsch-Französischen Krieg bis zur Jahrhundertwende wieder ab. Ein erneutes Wachstum war erst in der Zeit zwischen den Weltkriegen zu verzeichnen, blieb aber unter 250.
Nach dem Zweiten Weltkrieg stieg die Zahl durch Flüchtlinge und Vertriebene aus den ehemals deutschen Ostgebieten um über 100 Einwohner auf etwa 350, fiel bis 1964 jedoch auf rund 300 zurück. Durch Zuzug aus den umliegenden Städten wuchs die Einwohnerzahl nach der Wende wieder erneut an und erreichte 2006 einen Stand von 451.

## Söhne und Töchter der Gemeinde
- Adam Friedrich von Eicke und Polwitz (1706–1770), preußischer Landrat im Kreis Falkenberg
- Johann von Eicke und Polwitz (1716–1789), preußischer Landrat im Kreis Leobschütz